# Gulqand

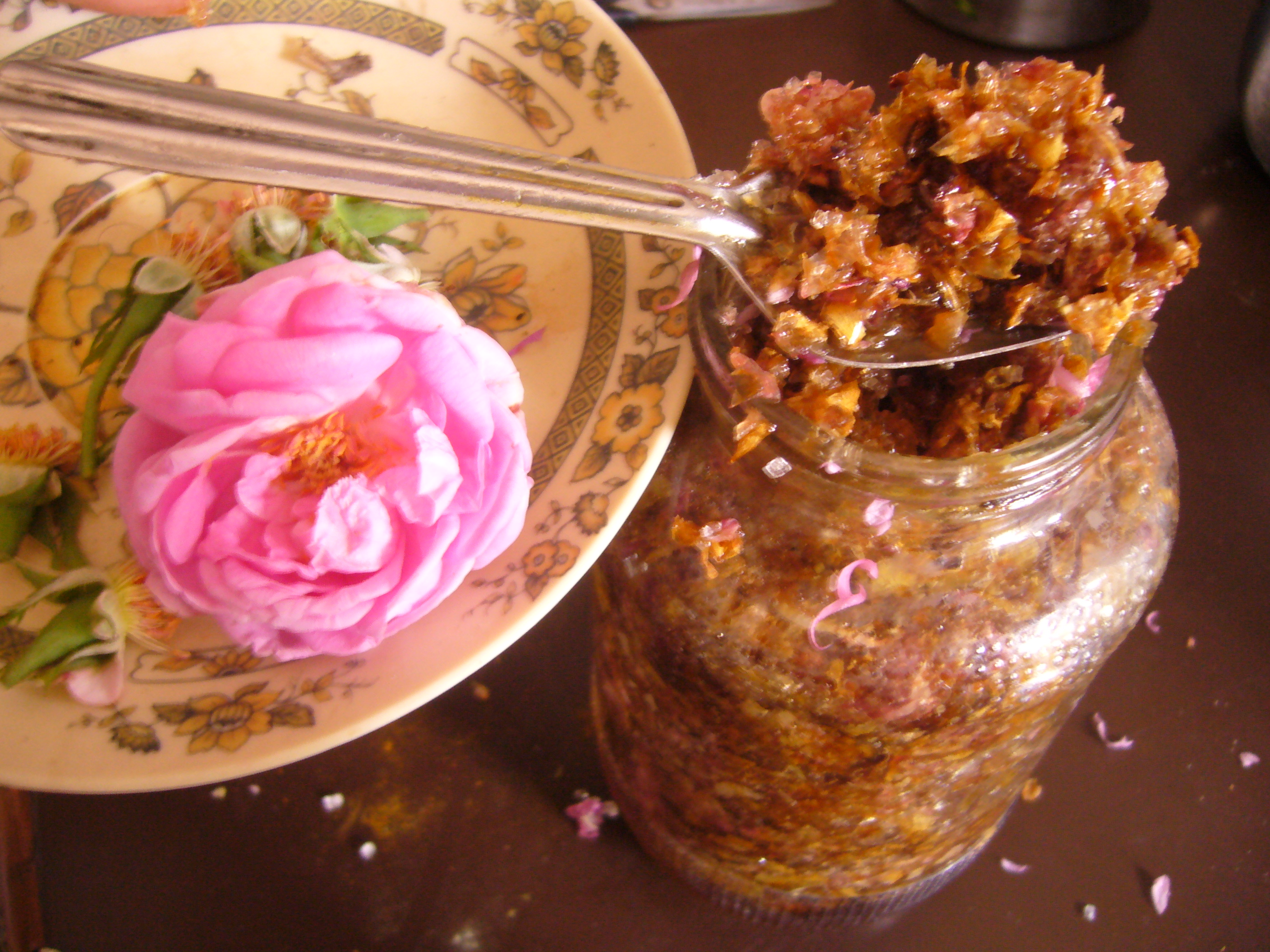
Gulqand casero.

El gulqand (Persa: گل قند, Urdu: گلقند, Hindi: गुलक़न्द; de gul, ‘flor’, y qand, ‘dulce’ en árabe) es una conserva dulce de pétalos de rosa originaria de Pakistán y el Norte de la India.

## Elaboración
Se prepara poniendo pétalos de rosa y azúcar en capas dentro de un tarro de cristal hermético de boca ancha. Se pone este tarro al sol unas 6 horas al día durante 3 a 4 semanas. En días alternos el contenido del tarro debe removerse con un palo de madera. Una vez listo, el tarro debe guardarse en el interior.
Pueden añadirse otros ingredientes, como el vark, praval pishti, semillas de cardamomo o muktapishti (perla en polvo), para mejorar las propiedades refrescantes del gulqand.

## Uso
El gulqand se usa en curandería ayurvédica. También se usa como ingrediente del paan, un popular postre y digestivo de la India, Pakistán y Bangladés.